# 杉崎美香
杉崎 美香（すぎさき みか、1978年10月31日 - ）は、セント・フォース所属のタレント、フリーアナウンサー。
2003年10月放送開始の『めざにゅ〜』初代MC。テレビ、ラジオを中心に活動。夫は、5歳年下のフジテレビのディレクター。

## 経歴
大分県大分市出身。大分市立別保小学校、大分市立鶴崎中学校、大分県立大分鶴崎高等学校を経て山口大学人文学部卒業後の2001年、信越放送 (SBC) にアナウンサーとして入社。2003年9月まで2年半務めた。
ミス○○、準ミス等、華やかな経歴を持つ就活生が多い中、そういった容姿や経歴を持たない杉崎がアナウンサーに合格し、続けていくのは大変だったと自身が語っている。高校野球で例えるならば、無名の公立高校が有名強豪私学を撃破していくそんな感じであった。ひたむきに頑張る姿が徐々に視聴者の心を掴みポジションを確立していった。
SBC退社と前後してセント・フォースのオーディションを受け合格。退社直後の2003年10月1日に始まった、フジテレビジョンの『めざにゅ〜』でいきなりメインキャスターに起用され、一時期出演回数は減ったものの2011年9月30日まで丸8年務めた。これにより知名度も上昇、2006年8月からネットサイトGyaOで初の冠番組『杉崎美香のおやすみ図書館』が放送されたほか、ラジオ番組のパーソナリティやNHKの演芸番組でMCを務めるなど、幅広く活動している。
2003年当時、地方局の元アナウンサーがキー局で活躍することは少なかったが、杉崎は全国区で活動し成功をおさめた。女性フリーアナウンサーのパイオニア的存在で、セント・フォースの知名度を上げた最大の功労者と言える。その後、『めざましテレビ』は、杉崎美香、高樹千佳子、皆藤愛子の3人が出演、セント・フォースは全盛期を迎えた。
『めざにゅ〜』のオープニング「これからお休みになる方もこれからもお目覚めになる方も4時になりました。めざにゅ〜の時間です」というフレーズは流行になり、著名人も真似をしていた。『めざにゅ〜』は微妙な時間帯に放送されていたため、業界人が好んで視聴したからである。飲み会後のシメのラーメン、早朝のお茶漬けといった感じで早朝番組では異例の高視聴率をマークした。
親しみやすい八重歯が特徴で、テレビ・雑誌等で「早朝の顔」や「八重歯のめざまし天使」と紹介された。八重歯については、アナウンサーとしては珍しいため賛否両論がある。しかし杉崎本人によると家庭の経済状況で治療を見送ったとのこと。学校は全て公立を選択し、早くから自立し家に仕送りをするなど親孝行なエピソードが多い。また、「アピールポイントがある事はとても大切な事、特に芸能界では」とプラスに受け止めている。
2015年1月、フジテレビ系情報番組『Mr.サンデー』のディレクターと結婚。同年12月、第1子妊娠が明らかになる。2016年5月、第1子男児を出産。

## 人物

### 資格
教育職員免許状（中学校英語、高等学校英語）、日本ソムリエ協会認定 ワインエキスパート、日本酒利き酒師、ジュニア・ベジタブル&フルーツマイスター（野菜ソムリエ）、普通自動車運転免許を取得している。

### 趣味・嗜好
「地元のスポーツ」が大好き
福岡ソフトバンクホークスのファンで、『めざにゅ〜』出演時は公式サイト内の日記で度々試合観戦記を綴っていた。
野球以外でも、Jリーグ・高校野球・高校サッカー・高校バレーなどの応援の際は、地元大分県をはじめ、長崎県や福岡県など九州・沖縄勢を中心に、山口県・長野県となじみのある地域を応援している。2008年11月には、両親とJリーグ・ナビスコカップ決勝戦を観戦、地元大分トリニータ優勝決定の瞬間に立ち会い、喜びを公式サイト内の日記に綴った。
音楽が大好き
洋楽・邦楽、最新J-POPのヒット曲から“懐かし”の曲までジャンル問わず幅が広い。中でもロック系が好みである。
『めざにゅ〜』等でユニコーン、U2、RED HOT CHILI PEPPERS、矢沢永吉、ビアンコネロ、東京スカパラダイスオーケストラ、the pillows、フジファブリックのファンである。音楽鑑賞にとどまらず、ライブにもよく行く。
大のコスプレ好き
公式サイト内の日記でコスプレ好きを明らかにしている。
2005年4月6日に、神奈川県警察多摩警察署から一日警察署長に任命され、イベントで女性警察官の制服を着用。。2008年3月27日、『めざにゅ〜』のコーナー「東京ランチ★パラダイス」で、OLの制服姿に扮してリポートを行った。
番組内でサンタクロースのコスプレをした事もある。コスプレではないが、和服（振袖や浴衣など）も好きで着用する場面があると喜ぶ。
服装、髪型等
ファッションには然程興味が無く、革ジャン、
デニム、Tシャツ、スニーカー等の動きやすいスタイルが多い。adidasのスタンスミスを沢山持っている。
時計は、ロレックスのディトジャストとフランク・ミューラーを所有。
髪型はショートボブのパーマスタイルにしていることが多く、美容室BEAUTRIUMでカットしている。
将来の夢
地元大分に戻り、小料理屋を開く事。自分の畑で耕した旬の野菜、地元名産の肴と共に大好きなお酒でおもてなしをする。杉崎の「相棒」芋焼酎、祖母から習った里芋、母から習ったお芋の煮っ転がし、空腹時にお腹を満たした大学芋など芋料理にこだわりがある。
その他
訛りがありアクセント辞典をボロボロになるまで使った。
Sっ気があり姉御肌である。
ゴリゴリの体育会系で、スラムダンクの「諦めたらそこで終了」と言う言葉が好き。
母性本能がくすぐられる歳下の可愛い感じの男性が好みで肉食系女子。可愛い娘も大好き。オヤジギャグを多用する。自分の事をあたしと呼ぶ。
酒豪である。ワインセラーを持っていて、ヴィンテージワインのコレクターでもある。
広島風お好み焼きが大好きで新幹線に乗って広島に食べに行くことがあった。
絵を描くのは苦手な方だが、『めざにゅ〜』のテーマソングでもあったBONNIE PINKの「Morning Glory」のジャケットを直筆で描き採用された。
最近は昆虫収集と観察にハマっている。バッタ、カマキリ、クワガタ、カブトムシ、ヤモリ等。

### プライベート
家族
二人姉妹の次女。高須光聖との対談の中で、杉崎美香本人は体育会系、姉の由紀は文化系だと話している。父の正美はサラリーマンだったが、杉崎が高校生の時に九州工業販売株式会社を起業し、母の千恵子は事務を行なう。『めざにゅ〜』の公式サイト内にある日記「みかんのじかん」（外部リンク参照、2005年3月31日までは「杉崎美香の東京初体験日記」）で、故郷の大分に里帰りした時や一緒に旅行したり、食事をした時のことなどのエピソードに絡めて、両親を時々紹介している。家では、金魚、バッタやカマキリ、カブトムシの甲虫類、実家ではモモという雄の柴犬を飼っている。
学生生活
小学生の頃、書道を習い段位を授かる。
小学生の頃にイジメに遭ったことがある。男子に人気のあった杉崎を気にいらない女子グループからのイジメで、それ以降、ツンデレな性格になったと高須光聖との対談で語っている。その時に飼っていた、豆柴のマロン君が杉崎の心の拠り所になった。
小・中・高とバレーボール部に所属していた。河原の土手で大声を出して練習していたため、ハスキーボイスになった。
高校の時は、サッカー部のキャプテンと交際、大学の時に付き合っていた彼氏には二股をかけられ怒ってティッシュの箱を投げつけた。
大学時代は、ラジオ局とテレビ局でアルバイトをしていた。
交友関係
2007年からタレントの眞鍋かをり、優木まおみ、優香ら業界人とお酒を酌み交わしている。眞鍋と優木とは、以前共演していたレギュラー番組（NIPPON@WORLD）がきっかけで特に親交が深い。
松尾翠、横山ルリカ、皆藤愛子、高見侑里と仲が良い。奥田民生やJUJUとも交流がある。
破局そして結婚へ
2011年5月から、プロ野球選手の涌井秀章と交際していたが、同年8月中旬に破局した。
2015年1月3日、自身より5歳下のフジテレビ社員で同局系の情報番組「Mr.サンデー」の担当ディレクターの男性と結婚した。1月7日に自身のブログでも発表した。7月27日、大分市の柞原八幡宮で挙式。
初産から2人目
2015年12月12日、第1子妊娠が明らかになる。2016年5月、第1子男児を出産、ブログの子育て日記に登場している。
2025年6月14日11時ごろ、Instagramにて2人目の妊娠を報告。グラビアタレントの橋本マナミなどが祝福。
腰痛と花粉症に苦しむ
20代でヘルニアになり、持病の腰痛を改善する為にピラティスを続けている。
30代後半から花粉症が年々悪化しており、アレグラ等の薬を服用している。しかし眠気等の副作用もあり、舌下免疫療法を試みたが一年半で断念した。

### 『めざにゅ〜』キャスターとして
『めざにゅ〜』を含めて仕事に対して非常に厳しくまた努力家である。『めざにゅ〜』が、新人アナウンサーや高見侑里等のフリーアナウンサーの登竜門となっていた事もあり、経験豊富な杉崎がコーチ役も兼ねていた。事務所内でも杉崎派が形成される程、後輩の良き理解者としてアドバイスを送っている。
開始当初は、自身受け持ちのコーナーが複数あったため、外でのロケや取材が多かった。「東京ランチ★パラダイス」のコーナーが終了した2008年春から卒業までの間はメインキャスターのみとなり、外でのロケはスペシャル時のみとなった。降板前の最後の週では、卒業企画として普段は他のキャスターやタレントが受け持っているコーナーを杉崎自ら受け持ち、取材やロケ及び出演をした。最後の金曜日放送分では、「ココ行こ」のコーナーで生まれ故郷の九州大分で凱旋ロケをした。この時、地元の飲食店でロケ中に両親が登場し、娘である杉崎に労いの言葉をかけた。
2011年9月20日に系列のサンケイスポーツが月内での降板を報じ、30日金曜の放送を以って9年務めた「朝の顔」から離れた。
2014年3月28日、杉崎が降板してから約2年半経った同日をもって約10年半続いた『めざにゅ〜』の放送が終了。この同日中に自身のブログに「めざにゅ〜、ありがとう!」という題で感謝のコメントをつづった。

### 『めざにゅ〜』以外の仕事
『競馬BEAT』で世話になっているフジ系列局・関西テレビ放送とは『めざにゅ〜』出演時に接点があった。
2005年の第24回大阪国際女子マラソン中継において、本編前の事前番組で『情報プレゼンターとくダネ!』総合司会を務めるフリーアナウンサーの小倉智昭と共演。これが縁となり、ニッポン放送『小倉智昭のラジオサーキット』で初代アシスタントに就任し、2009年3月末まで“トヨタ、サタデータイム、ニッポン放送〜、（その後は同じメロディで番組タイトル）♪”というジングルを歌った。
2009年6月30日に放送された『カイドク〜都市伝説の暗号ミステリー』で「鑑識官・奈津子役」を演じ女優デビュー。僅か1分にも満たない出演だったが、このドラマで台詞も発して演技もしている。
2008年4月、『めざにゅ〜』の仕事が進行だけとなったのを契機に、一時期コーナーレギュラーとして出演していた『めざましどようび』に総合司会として復帰した。
2010年4月4日からの1年間（2010年度）、NHK『笑いがいちばん』に中川翔子の後任進行役として出演し、初のフジ系以外のテレビ番組出演となった。
2012年に入ると、西日本の仕事も増え始め、TVQ九州放送の土曜の夜は!おとななテレビにMCとして出演する。
2010年春より、(当時)同じ所属事務所であった所属タレント6名（小林麻央、大石恵、高樹千佳子、八田亜矢子、松本あゆ美、山岸舞彩）と共にポーラの美白スキンケア化粧品「ホワイティシモ」のCM「ニュース ザ 白」に出演（CMは同年3月1日より放送）。
2010年10月、ケンタッキーフライドチキン「ゆず辛チキン」のテレビCMに起用される。
2015年3月、ラジオ番組『face』降板に際して、自身のブログで「今年から一人の生活ではなくなり、相手に合わせる時間もとって、少し生活を整えようと思う」とコメント、結婚を機にワーク・ライフ・バランスを取り入れ始め、仕事と家庭を両立している。

## テレビ

### 出演中
- レッツ5！ショッピング（BSテレビ朝日、2025年3月24日  -）[45]

### 出演経歴
レギュラーを務めた番組のみ記載
- めざましどようび（フジテレビ、2004年10月2日 - 2005年3月26日、2008年4月5日 - 2011年3月26日）

※2004年から2005年出演は総合司会起用以前(コーナー みんなはど〜よ〜 担当)、2008年から2011年は2代目総合司会。
- めざましテレビ（フジテレビ、2004年4月1日 - 2005年3月31日）※5時台のみ コーナー 朝イチ!めざまし情報局 担当
- メディア見たもん勝ち!ゼルマ（フジテレビ、2004年4月3日 - 9月25日）
- 杉崎美香のおやすみ図書館（GyaO、2006年8月 - 2007年4月）
- NIPPON@WORLD（フジテレビ、2007年10月17日 - 2008年3月19日、ナビゲーター)
- めざましどようびメガ（フジテレビ、2008年7月 - 2010年10月、総合司会）
- 笑いがいちばん（NHK、2010年4月4日 - 2011年4月3日[注 9]、司会)
- めざにゅ〜（フジテレビ、2003年10月1日 - 2011年9月30日、メインキャスター）

※担当曜日が幾度か変更されている。
2003年10月1日 - 2006年9月29日・2007年10月1日 - 2008年3月28日・2011年4月1日 - 9月30日：月 - 金
2006年10月2日 - 2007年9月29日：月 - 土
2008年3月31日 - 2010年9月29日：月 - 水
2010年10月6日 - 2011年3月31日：水 - 金
- Asian Ace（TBS、2011年10月1日 - 2012年9月29日、司会）
- 土曜の夜は!おとななテレビ（TVQ九州放送[46][注 10]、2012年11月10日 - 2013年12月21日、MC)
- FOOT×BRAIN（テレビ東京[注 11]、2011年4月2日 - 2014年12月27日、メインキャスター）
- 世界ナゼそこに?日本人 〜知られざる波瀾万丈伝〜（テレビ東京、2012年10月 - 2016年3月）
- KEIBA BEAT (関西テレビ放送、2012年1月8日 - 2016年3月27日・2017年4月2日 - 2022年12月25日、MC) [47]
- キニナル金曜日（TBSテレビ、2017年4月7日 - 2023年6月30日、MC)[48]
  - 超キニナル爆安祭（2021年3月29日・2022年3月12日） - MC

## ラジオ
- 金曜日はFLYDAY（FM山口、1998年頃）※山口大学人文学部在籍時代
- 高田文夫のラジオビバリー昼ズ（ニッポン放送、2004年9月2日）
- 福山雅治のオールナイトニッポンサタデースペシャル・魂のラジオ（ニッポン放送、2004年10月23日）
- 矢沢永吉のオールナイトニッポン（ニッポン放送、2007年9月20日深夜・アシスタント）
- J-WAVE CHRISTMAS SPECIAL SAPPORO Draft one Presents TREE TOP PARTY 07（J-WAVE、2007年12月24日）※クリス・ペプラーのアシスタント
- 小倉智昭のラジオサーキット（ニッポン放送、2006年10月14日 - 2009年3月28日、アシスタント）
- au DOWNLOAD MUSIC CHART（TOKYO FM・JFN系列37局、2008年4月6日 - 9月28日、パーソナリティ）
  - au ONAIR MUSIC CHART（TOKYO FM・JFN系列37局、2008年10月5日 - 2011年9月25日、パーソナリティ）
- face（JFN、2013年4月2日 - 2015年3月31日、火曜日担当）

## 信越放送(SBC)時代
主にテレビ・ラジオのニュース、天気予報、番宣、リポーターなどを担当

### テレビ
- 2002フレッシュオールスターゲーム（ベンチリポーター）
- Uパレード（リポーターとして長野県内のラーメンを食べ歩く）
- おはようチャット
- SBCスペシャル「食堂特集」「どんぶり大好き!」などに出演

### ラジオ
- とことん金曜日
- ラジオどんぶり
- モーニングワイド ラジオJ
- おいしいワイドまるさか亭

## CM
- SBCロイヤルカーステーション
- リサイクルショップてんてこまい - 以上の2社はSBCラジオで放送。ナレーションを担当
- ポーラ「ホワイティシモ」（2010年3月1日 - ） - 小林麻央を中心とした同じ事務所所属の7人のタレントとニュースキャスターという設定で出演
- ケンタッキーフライドチキン「ゆず辛チキン」（2010年10月7日 - ）
- 貝印「KAI RAZOR」 - 高樹千佳子ら同じ事務所の5人のタレントと共演[49]。女子アナと男性青年の合コンという設定[50]。(2011年7月12日 - )
- 明治乳業「明治の宅配」(2013年12月 - ）

## インターネット
- LISMO Channel（au EZチャンネルプラス番組内、2010年7月7日 - 遅くとも2012年5月、水曜オトドケMC）

## 音楽
- ネイチャシスターズ「ゲンキだ!DANCE」 - SBC時代に同期の生田明子、先輩の中澤佳子と結成したユニットで、左記の楽曲のCDをリリース
- DREAMS COME TRUE「ア・イ・シ・テ・ルのサイン 〜わたしたちの未来予想図〜」 - 同曲のミュージックビデオに出演・OL役

## 書籍・雑誌

### 書籍
- みかんのじかん 杉崎美香1114days（扶桑社、2008年7月26日) 発売記念の握手会は2008年8月2日に福家書店銀座店で開催[51] ISBN 978-4594057107

### 雑誌
- ワイン王国 2021年9月号「ワインセレクトは可愛いソムリエにお任せ」(株式会社ワイン王国、2021年8月5日)[52]
- 月刊 潮 2023年12月号 (株式会社潮出版社 、2023年11月4日) [53]
- 月刊・シティ情報おおいた 2024年6月号 (2024年5月25日)

## カレンダー・写真集

### カレンダー
- 杉崎美香 2008年カレンダー (トライエックス）
- 杉崎美香 2009年カレンダー (トライエックス）
- 杉崎美香 2010年カレンダー（トライエックス）
- 杉崎美香 2011年カレンダー（トライエックス）
- 杉崎美香 2012年カレンダー（トライエックス）
- 杉崎美香 2013年カレンダー（トライエックス）
- 杉崎美香 2014年カレンダー（トライエックス）
- 杉崎美香 2015年カレンダー（トライエックス）
- ビューティアナウィークリーカレンダー2010（DVD付き) (小学館、2009年11月2日)

杉崎をはじめ、皆藤愛子、高見侑里、長野美郷、中田有紀、松本あゆ美、八田亜矢子、高樹千佳子、小林麻央のラインナップ。
- セントフォースカレンダー2012 (小学館、2011年12月12日）

杉崎をはじめ、皆藤愛子、高見侑里、長野美郷、潮田玲子、谷中麻里衣、山岸舞彩のラインナップ。

### 写真集
- 君に届きますように（ワニブックス、撮影：唐木貴央、2005年10月26日) ISBN 978-4847028922
- セント・フォース × スピリッツ 35周年メモリアルムック (小学舘、2015年10月17日)

## チャリティー活動
- セント・フォース チャリティーイベント『東北に、日本に、元気を咲かせよう。Vol.1』表参道ヒルズのエントランス前で開催 (2011年4月15日)
- セント・フォース チャリティーイベント『東北に、日本に、元気を咲かせよう。Vol.2』(2013年10月6日)
- セント・フォース エールオークション (ヤフオク) (2020年4月15日 - 6月15日)
- セント・フォース クリスマスチャリティイベント(2021年12月10日 - 12月19日)
- ジャパンハート×セント・フォース クリスマスチャリティイベント (2023年12月8日〜12月17日)

## その他
太字は出演中
- 劇場版「せんせいのお時間」 - 声優初挑戦、主人公の鈴木みかが見ているニュースのアナウンサー役
- SEASONS（朗読劇、2008年9月7日公演）ナレーター[注 12]
- ANA機内ビデオ・オーディオ番組のMC (2012年より不定期)
- 花キューピット×セント・フォースのコラボ企画「おはなじかん」
- STORY web 前編 (2023年12月28日)
- STORY web 後編 (2023年12月28日)
- 読み聞かせ・朗読プロジェクト『MY SUN.』[54][55][56]
- MY SUN. 1st イベント in渋谷 (2024年4月14日(日)10:30〜11:20)[57]
- MY SUN. 2nd イベント in渋谷 (2024年7月6日(土)10:20〜11:20)[58]
- MY SUN. 3rd イベント in渋谷 (2024年12月7日(土)15:30〜)[59]
- 『ゲッターズ飯田の365日の運気が上がる話』のナレーション、誕生日月の10月を担当 (Amazon Audible、2024年12月27日)[60]